# Митрофанова Ольга Петрівна
Ольга Петрівна Митрофанова, до шлюбу Сєргєєва (нар. 22 червня 1928) — доярка колгоспу «Горшіха» (село Медягіно, Ярославський район Ярославської області), Герой Соціалістичної Праці (1949).

## Біографія
На колгоспну ферму з дитинства ходила з мамою Єлизаветою Павлівною, яка пропрацювала все життя дояркою в колгоспі «Горшиха». Незабаром стала допомагати. З початком війни на фронт пішли батько і старший брат Олександр, на трудовий фронт мобілізована старша сестра Сіма. З матір'ю залишилися і її старша сестра Манефа, що незабаром замінила на фермі хвору матір. Тепер Ольга допомагала сестрі.
Взимку 1943 року, коли 14-річна Ольга повернулася з виконання завдання по заготівлі лісу з сусіднього Даниловського району, голова колгоспу Ілля Іванович Абросимов видав їй власну групу корів. Отримавши її, Ольга стала проводити цілі дні у важкій роботі з тваринами, нерідко і спала на сіні біля годівниць. Незабаром про Сергєєву заговорили на колгоспних зборах як про передову тваринницю. Її ім'я з'явилося в районній газеті «Ленінський прапор», в обласній «Північний робочий».
У 1948 році Ольга Сєргєєва надоїла від кожної корови своєї групи 5063 кг молока, що стало обласним рекордом — середні надої в області становили трохи більше 3 тисяч кг, а найбільш високі — трохи перевищували 4,5 тисячі. Звання Героя Соціалістичної Праці Ользі Сергєєвій присвоєно Указом Президії Верховної Ради СРСР 11 червня 1949 року, коли їй не було і 21 року. Кілька років вона вважалася однією з кращих доярок області.
У зв'язку з одруженням з машиністом тепловоза на залізниці їй довелося переїхати в Ярославль, де вона працювала касиркою гастроному № 5 (перехрестя проспекту Леніна та вулиці Радянській). Нині на пенсії.